# Festival di Zurigo 1961
Questa pagina raccoglie i dati relativi all'edizione del Festival di Zurigo del 1961.

## La manifestazione
Le giurie votano le dieci canzoni, eseguite in duplice esecuzione, stabilendo così il brano vincitore del festival che è Pazzianno, pazzianno interpretato da Giacomo Rondinella e Dino Sarti; sono previsti premi minori per i secondi e terzi classificati.
I cantanti sono accompagnati da vari direttori d'orchestra.
Il Festival si svolge la sera di sabato 30 settembre, ed è trasmesso in televisione alle ore 23.30 sul Programma Nazionale in eurovisione.

## Partecipanti in gara
- Giorgio Consolini - Tonina Torrielli: Gin gin gin
- Wilma De Angelis - Giacomo Rondinella: Non essere timida
- Claudio Villa - Edda Montanari: Cuori e fiori
- Claudio Villa - Luciano Tajoli: Miracolo
- Wilma De Angelis - Bruna Lelli: Lettera d'amore
- Giorgio Consolini - Dino Sarti: Avevi un fiore in bocca
- Edda Montanari - Tonina Torrielli: Burattino
- Duo Fasano - Bruna Lelli: Serenata a Perez Prado
- Lina Lancia - Luciano Tajoli: Oh! Issa...
- Dino Sarti - Giacomo Rondinella: Pazzianno, pazziano